# Alfano I

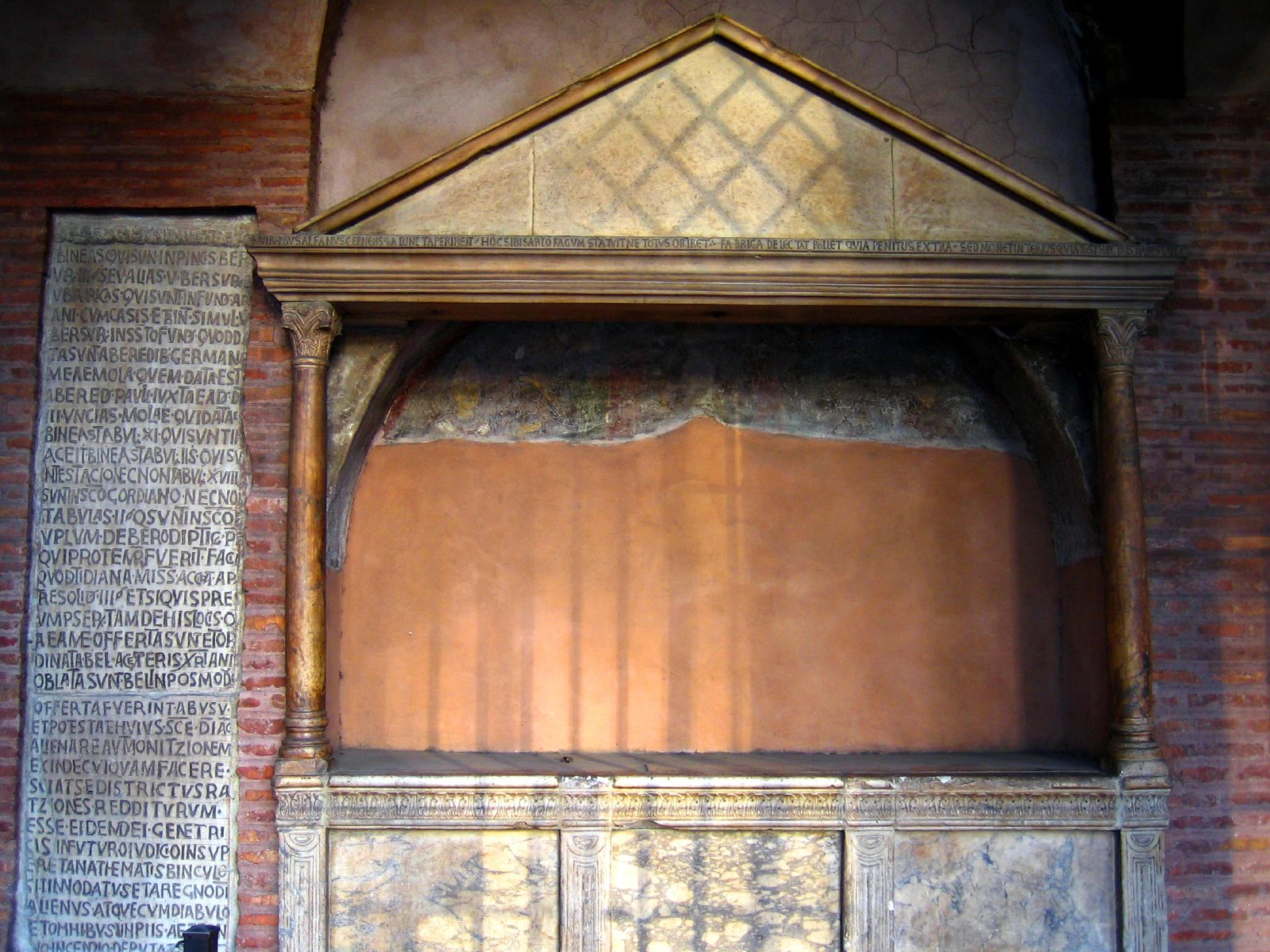
Tumba de san Alfano.

Alfano I (también conocido como Alfanus o Alpuhans), (muerto en 1085). Fue monje en Santa Sofía en Benevento y después en Montecassino. Con posterioridad es nombrado abad del monasterio de San Benedetto en Salerno y después arzobispo de Salerno, desde 1058 hasta su muerte. Fue médico antes de ser arzobispo y es considerado como uno de los primeros grandes doctores de la Escuela Médica Salernitana.  
Fue un personaje ecléctico: médico de la Escuela Médica Salernitana, escritor, teólogo, poeta y arquitecto. También fue autor de varios himnos de carácter religioso, pero es más recordado por ser uno de los principales exponentes de los intelectuales benedictinos del medievo. Su figura está ligada a la del abad de Montecassino Desiderio (futuro papa Víctor III) de quién fue íntimo amigo.
Dominaba tanto el latín como el árabe y tradujo muchos manuscritos. Su interés en la medicina y en las traducciones de tratados árabes lo llevaron a invitar a Constantino el Africano a Salerno para ayudar en la traducción del enorme corpus árabe que allí había. El gran médico cristiano originario de Túnez llevó consigo a Salerno una biblioteca de textos médicos islámicos que revolucionaron la teoría y la práctica médica en occidente, que él comenzó a traducir al latín para hacerlos accesibles. En sus últimos días como arzobispo, acogió al papa Gregorio VII que, exiliado, murió en Salerno. 
En el campo médico tradujo del griego el Premnon Physicon o De Natura Hominis de Nemesio y fue autor de diversas obras:
- De pulsis
- Experimenta archiepiscopi salernitani
- Tractatus de quibusdam medicinalibus
- De quattuor humoribus corporis humanis

Inspiró y dirigió la construcción del Duomo de Salerno fundado por Roberto  Guiscardo y consagrado por Gregorio VII en el 1085